# Филипчев, Роман
Роман Филипчев (серб. Роман Филипчев / Roman Filipčev; 1895, Нови-Бечей — 1941) — югославский и советский революционер, коммунист, участник Первой мировой, гражданских войн в России и Испании, а также Великой Отечественной войны.

## Биография
Согласно биографии, приводимой супругой Ольгой, Роман Филипчев родился в 1895 году в городе Нови-Бечей, принадлежавшем тогда Австро-Венгрии. Отец — Милош (Миша) Филипчев (серб. Милош Филипчев — Миша), мать — Георгина Филипчев (серб. Георгина Филипчев), в девичестве Грчич (серб. Грчић). До 1915 года он работал наёмным рабочим (пекарем) и кондитером.
В 1915 году призван на Восточный фронт Первой мировой войны в составе армии Австро-Венгрии и попал в русский плен. В 1918 году вступил в ряды РККА и был принят в группу симпатизирующих РКП(б). В марте 1919 года отправился в составе интернационального полка в Венгрию сражаться за власть коммунистов. С апреля 1919 по осень 1920 года — активный деятель Коммунистической партии Югославии, участник I и II конгрессов КПЮ, неоднократно арестовывался югославскими властями за антигосударственную деятельность.
Перед очередным арестом Филипчев по распоряжению партии отправился в СССР, где по решению центрального югославского бюро РКП(б) был направлен в Сибирское бюро (сиббюро) для работы среди югославов. Организовал и возглавил югославскую секцию при Енисейском губкоме партии. Одновременно работал агитатором и организатором Енисейского губвоенкомата и инструктором политотдела 22-й дивизии. В 1921—1924 годах учился в коммунистическом университете имени Я. М. Свердлова, по окончании которого возглавил организационный отдел Краматорского райкома в Донбассе, а затем работал в Одессе. В 1926 году вернулся в Москву, где работал до 1928 года на партийных и хозяйственных должностях.
В 1928 году по заданию РКП(б) Филипчев отправился в Дрезден на IV конгресс, которым руководил. В 1928—1929 годах занимался подпольной партийной работой в Югославии. В частности, он был секретарём Боснийского областного комитета КПЮ и секретарём Сербского краевого комитета КПЮ. Был арестован в доме секретаря КПЮ Симы Марковича в Белграде, однако при конвоировании из тюрьмы Главняча в Нови-Сад сбежал из-под стражи на мосту в Нови-Саде, а затем через Австрию прибыл в СССР. В 1929—1930 годах — заместитель ректора коммунистического университета народов Востока. В 1930—1933 годах учился на историко-партийном отделении Института красной профессуры, в 1933 году назначен начальником политотдела Гликстальской МТС в Молдавской АССР, позже работал инструктором политсектора МТС и первым секретарём Невинномысского райкома партии. В 1936 году по требованию ЦК ВКП(б) назначен руководителем югославского сектора коммунистического университета национальных меньшинств Запада.
В ноябре 1936 года Филипчев отправился воевать в Испанию на стороне республиканцев и вступил в ряды интербригад. В Испанию въехал под именем Арнольда Файна (сербохорв. Arnold Fajn). Занимал руководящие должности в интербригадах и дивизиях, в том числе был руководителем разведывательной службы в центральном штабе интербригад в Альбасете, дослужился до звания майора Испанской республиканской армии. В конце 1937 года из-за ухудшения состояния здоровья переведён на должность начальника разведывательного отдела одной из дивизий республиканцев. В апреле 1939 года, после окончания войны и поражения республиканцев вернулся в СССР, несколько месяцев тяжело болел (у него были диагностированы порок сердца и язва желудка). С сентября 1939 по июнь 1941 года — заведующий заочного отделения Института иностранных языков.
После начала Великой Отечественной войны, несмотря на болезнь, Филипчев отправился добровольцем на фронт. Он записался в ряды 5-й Московской стрелковой дивизии народного ополчения Фрунзенского района, был назначен комиссаром разведывательной роты. Участник боёв под Ельней. Согласно данным Военного комитета, пропал без вести в октябре—ноябре 1941 года. По сообщению начальника политотдела 5-й Фрунзенской дивизии народного ополчения Головиченко, Филипчев погиб в боях за Москву; гибель Филипчева в боях также подтверждал командир разведывательной роты полковник П. А. Дудкин.

## Комментарии
1. ↑  Ныне центр одноимённой общины Средне-Банатского округа автономного края Воеводина, Республика Сербия.
2. ↑  Позже преобразована в 113-ю стрелковую дивизию[8].